# Olympische Sommerspiele 2000/Teilnehmer (Kroatien)
| Gelbes Symbol für Goldmedaillen mit stilisierten Olympischen Ringen | Graues Symbol für Silbermedaillen mit stilisierten Olympischen Ringen | Braundes Symbol für Bronzemedaillen mit stilisierten Olympischen Ringen |
| ------------------------------------------------------------------- | --------------------------------------------------------------------- | ----------------------------------------------------------------------- |
| 1                                                                   | —                                                                     | 1                                                                       |

Kroatien nahm an den Olympischen Sommerspielen 2000 in Sydney teil. 88 Athleten, davon 63 Männer und 25 Frauen, traten in insgesamt 53 Wettkämpfen in zwölf Sportarten an. Insgesamt wurden eine Goldmedaille und eine Bronzemedaille gewonnen, womit Kroatien im Medaillenspiegel den 49. Platz belegte. Fahnenträger bei der Eröffnungsfeier war der Tischtennisspieler Zoran Primorac.

## Medaillengewinner

### Gold
| Name            | Sportart     | Wettkampf            |
| --------------- | ------------ | -------------------- |
| Nikolaj Pešalov | Gewichtheben | Männer, Federgewicht |

### Bronze
| Name | Sportart | Wettkampf      |
| --- | -------- | -------------- |
| Igor Boraska, Krešimir Čuljak, Igor Francetić, Tihomir Franković, Silvijo Petriško, Nikša Skelin, Siniša Skelin, Tomislav Smoljanović & Branimir Vujević | Rudern   | Männer, Achter |

## Teilnehmer nach Sportarten

### Gewichtheben
- Nikolaj Pešalov
Männer, Federgewicht: Gold

### Kanu
- Dražen Funtak
Männer, Canadier-Zweier, 500 Meter: Halbfinale

- Andrej Glucks
Männer, Kayak-Einer, Slalom: 11. Platz

- Danko Herceg
Männer, Canadier-Einer, Slalom: 10. Platz

- Nikica Ljubek
Männer, Canadier-Einer, 1000 Meter: Vorrunde
Männer, Canadier-Zweier, 500 Meter: Halbfinale

### Leichtathletik
- Frano Bakarić
Männer, 4 × 400 Meter: Vorläufe

- Ivana Brkljačić
Frauen, Hammerwurf: 11. Platz

- Tihomir Buinjac
Männer, 4 × 100 Meter: Vorläufe

- Stevimir Ercegovac
Männer, Kugelstoßen: 24. Platz in der Qualifikation

- Siniša Ergotić
Männer, 4 × 100 Meter: Vorläufe
Männer, Weitsprung: 36. Platz in der Qualifikation

- Nino Habun
Männer, 4 × 400 Meter: Vorläufe

- Andraš Haklić
Männer, Hammerwurf: 29. Platz in der Qualifikation

- Darko Juričić
Männer, 400 Meter Hürden: Vorläufe
Männer, 4 × 400 Meter: Vorläufe

- Slaven Krajačić
Männer, 4 × 100 Meter: Vorläufe

- Dragan Mustapić
Männer, Diskuswurf: 34. Platz in der Qualifikation

- Kristina Perica
Frauen, 400 Meter: Vorläufe

- Elvis Peršić
Männer, 4 × 400 Meter: Vorläufe

- Blanka Vlašić
Frauen, Hochsprung: 17. Platz in der Qualifikation

- Dejan Vojnović
Männer, 100 Meter: Vorläufe
Männer, 4 × 100 Meter: Vorläufe

- Branko Zorko
Männer, 1500 Meter: Vorläufe

### Rudern
- Tihomir Jarnjević & Ivan Jukić
Männer, Doppelzweier: 14. Platz

- Oliver Martinov & Ninoslav Saraga
Männer, Zweier ohne Steuermann: 8. Platz

- Igor Boraska, Krešimir Čuljak, Igor Francetić, Tihomir Franković, Silvijo Petriško, Nikša Skelin, Siniša Skelin, Tomislav Smoljanović & Branimir Vujević
Männer, Achter: Bronze

### Schießen
- Mladenka Maleniča
Frauen, Luftgewehr: 9. Platz
Frauen, Kleinkaliber, Dreistellungskampf: 26. Platz

- Roman Špirelja
Männer, Schnellfeuerpistole: 25. Platz

### Schwimmen
- Petra Banović
Frauen, 200 Meter Freistil: 36. Platz
Frauen, 200 Meter Rücken: 34. Platz

- Krešimir Čač
Männer, 200 Meter Lagen: 36. Platz

- Tinka Dančević
Frauen, 200 Meter Schmetterling: 34. Platz

- Duje Draganja
Männer, 100 Meter Freistil: 11. Platz
Männer, 4 × 100 Meter Freistil: 19. Platz
Männer, 4 × 100 Meter Lagen: 14. Platz

- Lovrenco Franićević
Männer, 200 Meter Schmetterling: 39. Platz

- Marijan Kanjer
Männer, 50 Meter Freistil: 32. Platz
Männer, 4 × 100 Meter Freistil: 19. Platz

- Gordan Kožulj
Männer, 100 Meter Rücken: 14. Platz
Männer, 200 Meter Rücken: 8. Platz
Männer, 4 × 100 Meter Lagen: 14. Platz

- Alen Lončar
Männer, 4 × 100 Meter Freistil: 19. Platz

- Smiljana Marinović
Frauen, 100 Meter Brust: 30. Platz
Frauen, 200 Meter Lagen: 33. Platz

- Miloš Milošević
Männer, 4 × 100 Meter Lagen: 14. Platz

- Ivan Mladina
Männer, 4 × 100 Meter Freistil: 19. Platz
Männer, 100 Meter Schmetterling: 50. Platz

- Vanja Rogulj
Männer, 100 Meter Brust: 30. Platz
Männer, 4 × 100 Meter Lagen: 14. Platz

- Marko Strahija
Männer, 100 Meter Rücken: 18. Platz
Männer, 200 Meter Rücken: 9. Platz

- Marijana Šurković
Frauen, 50 Meter Freistil: 46. Platz

- Sandro Tomaš
Männer, 400 Meter Lagen: 42. Platz

### Segeln
- Karlo Kuret
Männer, Finn-Dinghy: 10. Platz

- Ivan Bulaja & Toni Bulaja
Männer, 470er: 24. Platz

- Mate Arapov
Laser: 43. Platz

### Taekwondo
- Nataša Vezmar
Frauen, Schwergewicht: 4. Platz

### Tennis
- Mario Ančić
Männer, Doppel: 17. Platz

- Goran Ivanišević
Männer, Einzel: 33. Platz
Männer, Doppel: 17. Platz

- Ivan Ljubičić
Männer, Einzel: 9. Platz

- Iva Majoli
Frauen, Einzel: 33. Platz
Frauen, Doppel: 17. Platz

- Silvija Talaja
Frauen, Einzel: 17. Platz
Frauen, Doppel: 17. Platz

### Tischtennis
- Eldijana Aganović
Frauen, Einzel: 33. Platz
Frauen, Doppel: 5. Platz

- Andrea Bakula
Frauen, Einzel: 33. Platz

- Tamara Boroš
Frauen, Eintel: 17. Platz
Frauen, Doppel: 5. Platz

- Zoran Primorac
Männer, Einzel: 17. Platz

### Volleyball (Halle)
- Frauenturnier
7. Platz

- Kader
Marija Anzulović
Patricia Daničić
Biljana Gligorović
Barbara Jelić
Vesna Jelić
Gordana Jurčan
Nataša Leto
Jelena Ovchinnikova-Čebukina
Marijana Ribičić
Beti Rimac
Ingrid Šišković

### Wasserball
- Männerturnier
7. Platz

- Kader
Samir Barać
Alen Bošković
Elvis Fatović
Igor Hinić
Ivo Ivaniš
Vjekoslav Kobešćak
Ognjen Kržić
Višeslav Sarić
Dubravko Šimenc
Siniša Školneković
Mile Smodlaka
Ratko Štritof
Frano Vićan